# Йонас Валанчюнас
Йонас Валанчюнас (лит. Jonas Valančiūnas, нар. 6 травня 1992, Утена, Литва) — литовський професіональний баскетболіст, центровий команди НБА «Нью-Орлінс Пеліканс». Гравець національної збірної Литви, у складі якої був учасником Олімпійських ігор.

## Ігрова кар'єра

### Ранні роки
Професійну кар'єру розпочав 2008 року на батьківщині виступами за команду «Перлас», за яку грав протягом 2 сезонів.

### Летувос Рітас
Згодом виступав за «Летувос Рітас». У складі команди тричі грав у фінальній серії чемпіонату Литви. 2010 року став чемпіоном Литви, коли «Летувос Рітас» обіграв «Жальгіріс», але програв цій же команді фінали 2011 та 2012 років. У лютому 2012 року Валанчюнас став Найціннішим гравцем Об'єднаної ліги ВТБ. Через два місяці був названий Висхідною зіркою Єврокубка та був включений до Першої збірної турніру. 2010, 2011 та 2012 року брав участь у матчах всіх зірок чемпіонату Литви, двічі вигравши титул найціннішого гравця матчу. Також тричі визнавався найкращим баскетболістом року своєї країни — 2011, 2012 та 2014 років.

### Торонто Репторз

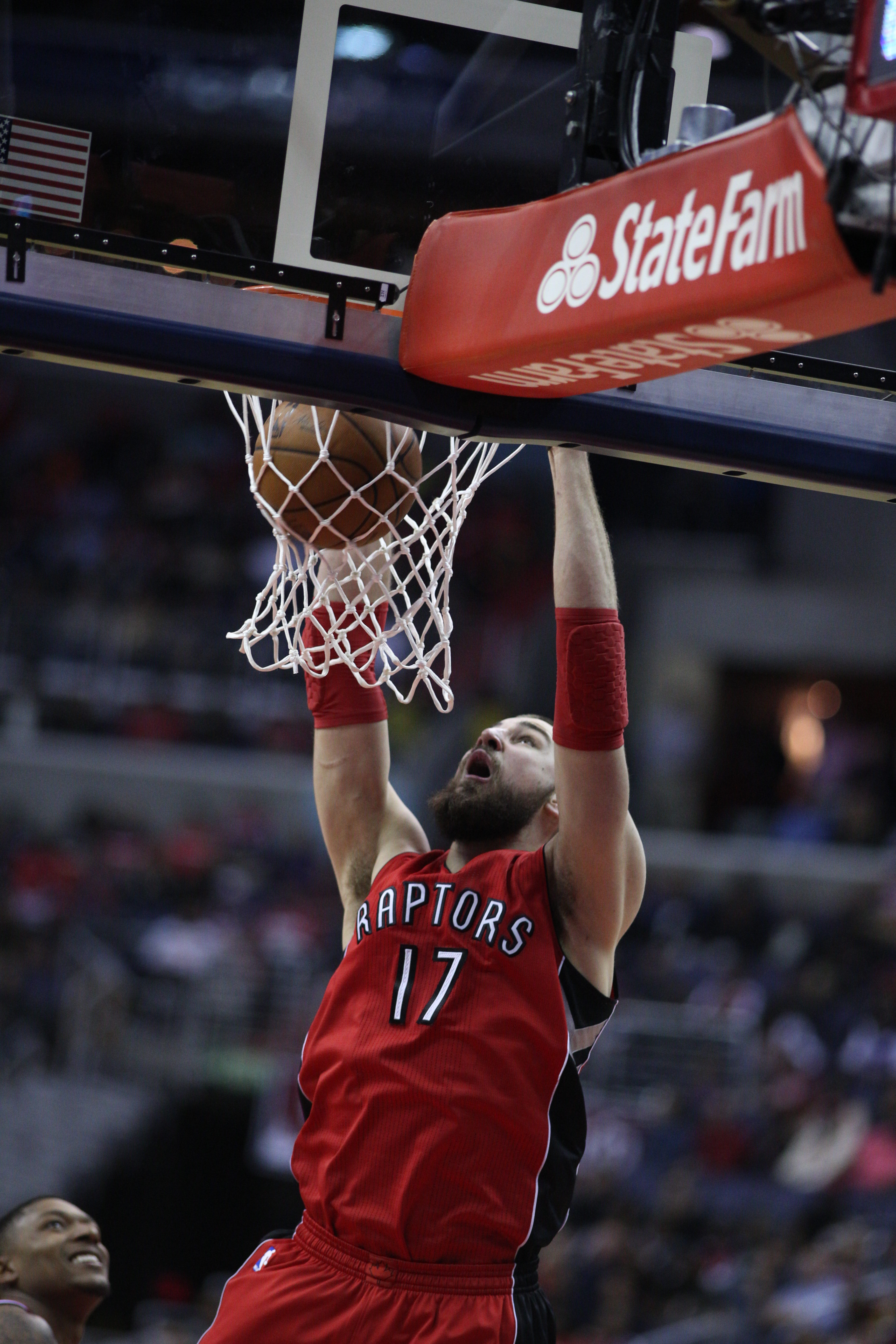
Валанчюнас виконує слем-данк

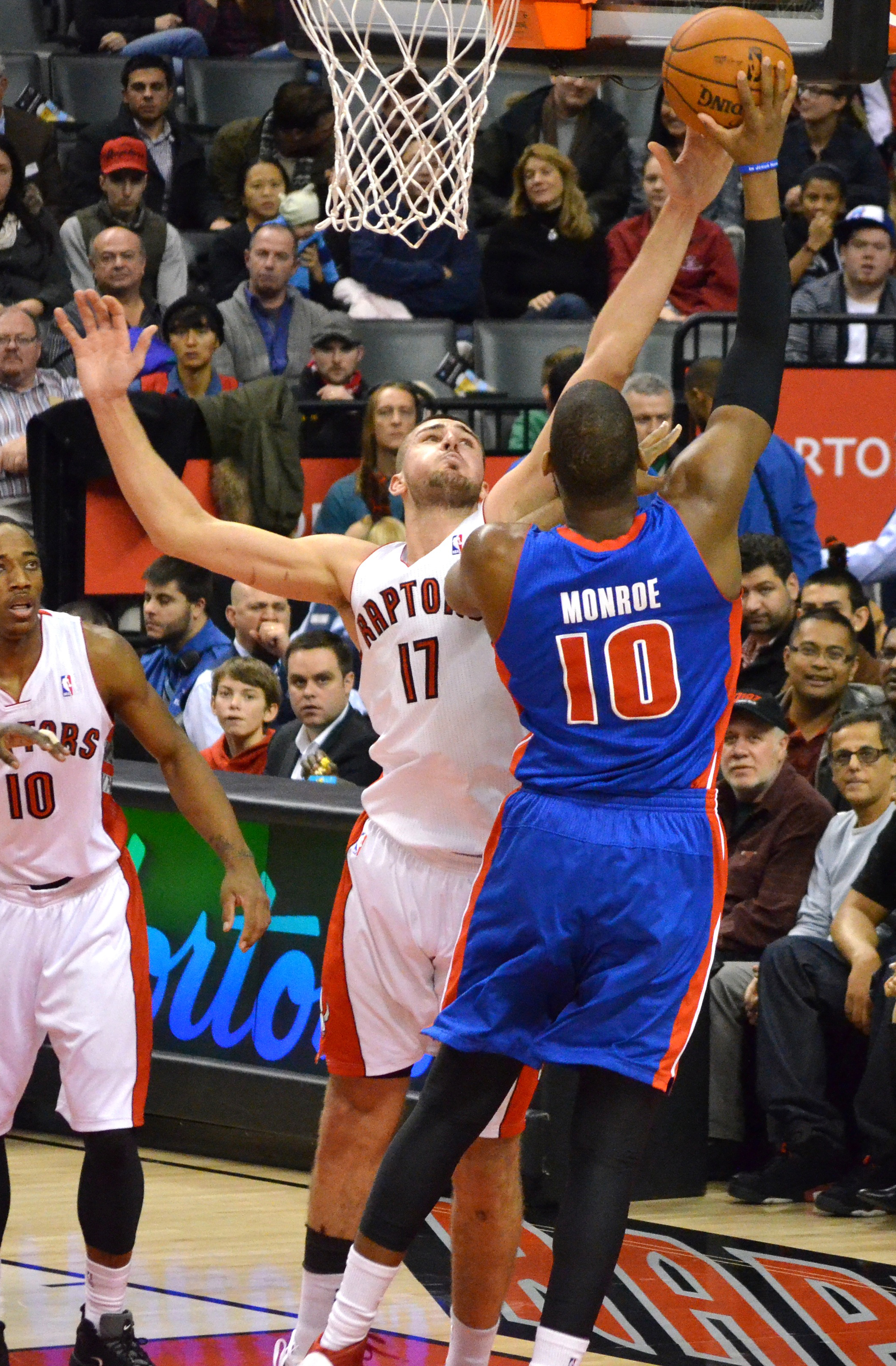
Валанчюнас блокує кидок Грега Монро

2011 року був обраний у першому раунді драфту НБА під загальним 5-м номером командою «Торонто Репторз». Кар'єру в НБА розпочав 2012 року виступами за тих же «Торонто Репторз». У першому ж своєму матчі набрав 12 очок та 10 підбирань, ставши першим гравцем «Торонто» з часів Деймона Стадемаєра (1995), який зробив дабл-дабл у своєму дебютному матчі за клуб.
27 грудня 2013 року у матчі проти «Нью-Йорк Нікс» зробив 18 підбирань, що стало тоді його особистим рекордом. 9 квітня 2014 року провів найрезультативніший матч у кар'єрі на той момент, набравши 26 очок у переможній грі з «Філадельфією». Через два дні зробив 21 підбирання у матчі проти «Нью-Йорка». За підсумками регулярного сезону «Торонто» став третім сіяним у Східній конференції та зустрівся з «Бруклін Нетс» у першому раунді плей-оф. У першому матчі серії Валанчюнас набрав 17 очок та 18 підбирань, перевершивши досягнення Кіона Кларка у кількості підбирань у матчі плей-оф. Він також став другим гравцем в історії франшизи після Трейсі Макгрейді, кому вдалось зробили дабл-дабл у дебютному матчі в плей-оф. Щоправда, це не допомогло «Торонто», який програв серію 3-4.
31 січня 2015 року у матчі проти «Детройт Пістонс» оновив свій рекорд результативності, набравши 31 очко.
20 серпня 2015 року Валанчюнас підписав з клубом новий чотирирічний контракт на суму 64 млн. доларів.
30 березня 2016 року у матчі проти «Атланта Гокс» набрав 19 очок та 9 підбирань, чим допоміг команді здобути 50-у перемогу в сезоні, вперше в історії франшизи. 1 квітня у матчі проти «Мемфіс Гріззліс» набрав 11 очок, 14 підбирань та рекордні для себе 7 блок-шотів. Команда стала другою сіяною в своїй конференції та зустрілась у першому раунді плей-оф з «Індіана Пейсерз». У першій грі серії Валанчюнас зробив 19 підбирань, встановивши новий рекорд франшизи та оновивши свій, який встановив у 2014 році. «Торонто» пройшов у другий раунд, де у третій зустрічі серії Валанчюнас отримав травму та пропустив вісім матчів, повернувшись до гри у п'ятому матчі фіналу Східної конференції проти «Клівленд Кавальєрс».
26 жовтня 2016 року в першому матчі нового сезону, Валанчюнас оновив свій рекорд результативності, набравши 32 очки у грі з «Детройт Пістонс». 10 січня 2017 року в матчі проти «Бостон Селтікс» зібрав 23 підбирання, що також стало його особистим рекордом в цьому компоненті.
Наступного сезону допоміг команді дійти до другого раунду плей-оф, обігравши «Вашингтон Візардс» у першому раунді. Проте у другому раунді команда розгромно поступилась «Клівленду» з Леброном Джеймсом на чолі.

### Мемфіс Гріззліс
7 лютого 2019 року разом з Сі Джей Майлзом, Делоном Райтом та правами на пік другого раунду драфту 2024 був обміняний на Марка Газоля до «Мемфіс Гріззліс». 12 лютого дебютував за нову команду матчем проти «Сан-Антоніо», набравши 23 очки та 10 підбирань. 20 березня в матчі проти «Х'юстон Рокетс» набрав 33 очки, що стало його особистим рекордом результативності. Через два дні в матчі проти «Орландо» набрав 23 очки та рекордні для себе 24 підбирання. З 23-ма підбираннями в захисті він встановив рекорд франшизи, обігнавши Шаріфа Абдур-Рахіма, у якого було 18. 30 березня в матчі проти «Фінікс Санз» набрав уже 34 очки. 1 квітня травмувався та вибув до кінця сезону.
13 серпня 2020 року зробив перший у кар'єрі трипл-дабл, набравши 26 очок, 19 підбирань та 12 асистів у матчі проти «Мілвокі Бакс».
12 квітня 2021 року встановив рекорд клубу, провівши 15 матчів поспіль з дабл-даблом.

### Нью-Орлінс Пеліканс
7 серпня 2021 року був обміняний до «Нового Орлеана» на Еріка Бледсо, Стівена Адамса та захищений драфт-пік першого раунду 2022. 29 листопада в матчі проти «Лос-Анджелес Кліпперс» набрав 39 очок, забивши сім триочкових кидків, а також зібрав 15 підбирань.

## Виступи за збірну

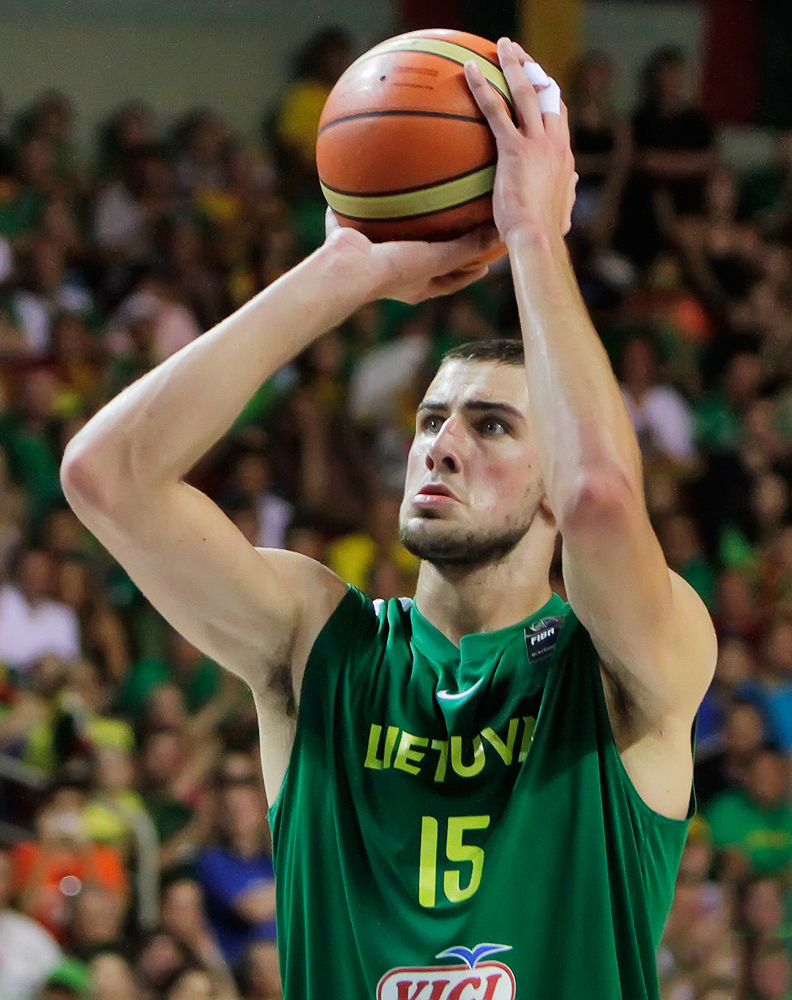
Валанчюнас у збірній U-19

Валанчюнас — член збірної Литви усіх рівнів, починаючи з 16-ти років. Ставав чемпіоном Європи у складі збірних U-16 та U-18, а також чемпіоном світу у складі збірної U-19.
За національну збірну дебютував 6 серпня 2011 року у матчі проти Чехії, в якому набрав 26 очок та 11 підбирань. Разом з командою взяв участь у Євробаскеті 2011, де зайняв 5-те місце.
У 2013 році завоював срібло чемпіонату Європи, а у 2014 разом з командою зайняв 4 місце на чемпіонаті світу. На Євробаскеті 2015 у складі команди знову зайняв друге місце, а також був включений до символічної збірної турніру.
2019 року виступив зі збірною на Чемпіонаті світу, де Литва зайняла 9-е місце. Став найрезультативнішим гравцем команди, набираючи 14 очок та 8,8 підбирань за матч.

## Статистика виступів

### Регулярний сезон
| Сезон             | Команда               | GP  | GS  | MPG  | FG%  | 3P%  | FT%  | RPG  | APG | SPG | BPG | PPG  |
| ----------------- | --------------------- | --- | --- | ---- | ---- | ---- | ---- | ---- | --- | --- | --- | ---- |
| 2012–13           | «Торонто Репторз»     | 62  | 57  | 23.9 | .557 | .000 | .789 | 6.0  | .7  | .3  | 1.3 | 8.9  |
| 2013–14           | «Торонто Репторз»     | 81  | 81  | 28.2 | .531 | .000 | .762 | 8.8  | .7  | .3  | .9  | 11.3 |
| 2014–15           | «Торонто Репторз»     | 80  | 80  | 26.2 | .572 | .000 | .786 | 8.7  | .5  | .4  | 1.2 | 12.0 |
| 2015–16           | «Торонто Репторз»     | 60  | 59  | 26.0 | .565 | .000 | .761 | 9.1  | .7  | .4  | 1.3 | 12.8 |
| 2016–17           | «Торонто Репторз»     | 80  | 80  | 25.8 | .557 | .500 | .811 | 9.5  | .7  | .5  | .8  | 12.0 |
| 2017–18           | «Торонто Репторз»     | 77  | 77  | 22.4 | .568 | .405 | .806 | 8.6  | 1.1 | .4  | .9  | 12.7 |
| 2018–19           | «Торонто Репторз»     | 30  | 10  | 18.8 | .575 | .300 | .819 | 7.2  | 1.0 | .4  | .8  | 12.8 |
| 2018–19           | «Мемфіс Ґріззліс»     | 19  | 17  | 27.7 | .545 | .278 | .920 | 10.7 | 2.2 | .3  | 1.6 | 19.9 |
| 2019–20           | «Мемфіс Ґріззліс»     | 70  | 70  | 26.4 | .585 | .352 | .740 | 11.3 | 1.9 | .4  | 1.1 | 14.9 |
| 2020–21           | «Мемфіс Ґріззліс»     | 62  | 61  | 28.3 | .592 | .368 | .773 | 12.5 | 1.8 | .6  | .9  | 17.1 |
| 2021–22           | «Нью-Орлінс Пеліканс» | 74  | 74  | 30.3 | .544 | .361 | .820 | 11.4 | 2.6 | .6  | .8  | 17.8 |
| Усього за кар'єру | Усього за кар'єру     | 695 | 666 | 26.1 | .563 | .359 | .785 | 9.5  | 1.2 | .4  | 1.0 | 13.4 |

### Плей-оф
| Сезон             | Команда               | GP | GS | MPG  | FG%  | 3P%  | FT%  | RPG  | APG | SPG | BPG | PPG  |
| ----------------- | --------------------- | -- | -- | ---- | ---- | ---- | ---- | ---- | --- | --- | --- | ---- |
| 2014              | «Торонто Репторз»     | 7  | 7  | 28.6 | .633 | .000 | .636 | 9.7  | .3  | .0  | 1.0 | 10.9 |
| 2015              | «Торонто Репторз»     | 4  | 4  | 26.5 | .500 | .000 | .875 | 9.3  | .5  | .5  | .3  | 11.3 |
| 2016              | «Торонто Репторз»     | 12 | 10 | 26.8 | .567 | .000 | .744 | 10.8 | .9  | .8  | 1.2 | 13.8 |
| 2017              | «Торонто Репторз»     | 10 | 6  | 22.6 | .543 | .000 | .727 | 6.7  | .2  | .2  | .6  | 11.2 |
| 2018              | «Торонто Репторз»     | 10 | 9  | 24.4 | .542 | .400 | .824 | 10.5 | 1.2 | .4  | 1.5 | 14.6 |
| 2021              | «Мемфіс Ґріззліс»     | 5  | 5  | 33.2 | .569 | .250 | .875 | 9.8  | 2.6 | .6  | .6  | 15.0 |
| 2022              | «Нью-Орлінс Пеліканс» | 6  | 6  | 29.2 | .485 | .167 | .769 | 14.3 | 3.0 | .7  | .2  | 14.5 |
| Усього за кар'єру | Усього за кар'єру     | 54 | 47 | 26.6 | .549 | .250 | .759 | 10.0 | 1.1 | .5  | .9  | 13.1 |